# Terapia elektrowstrząsowa

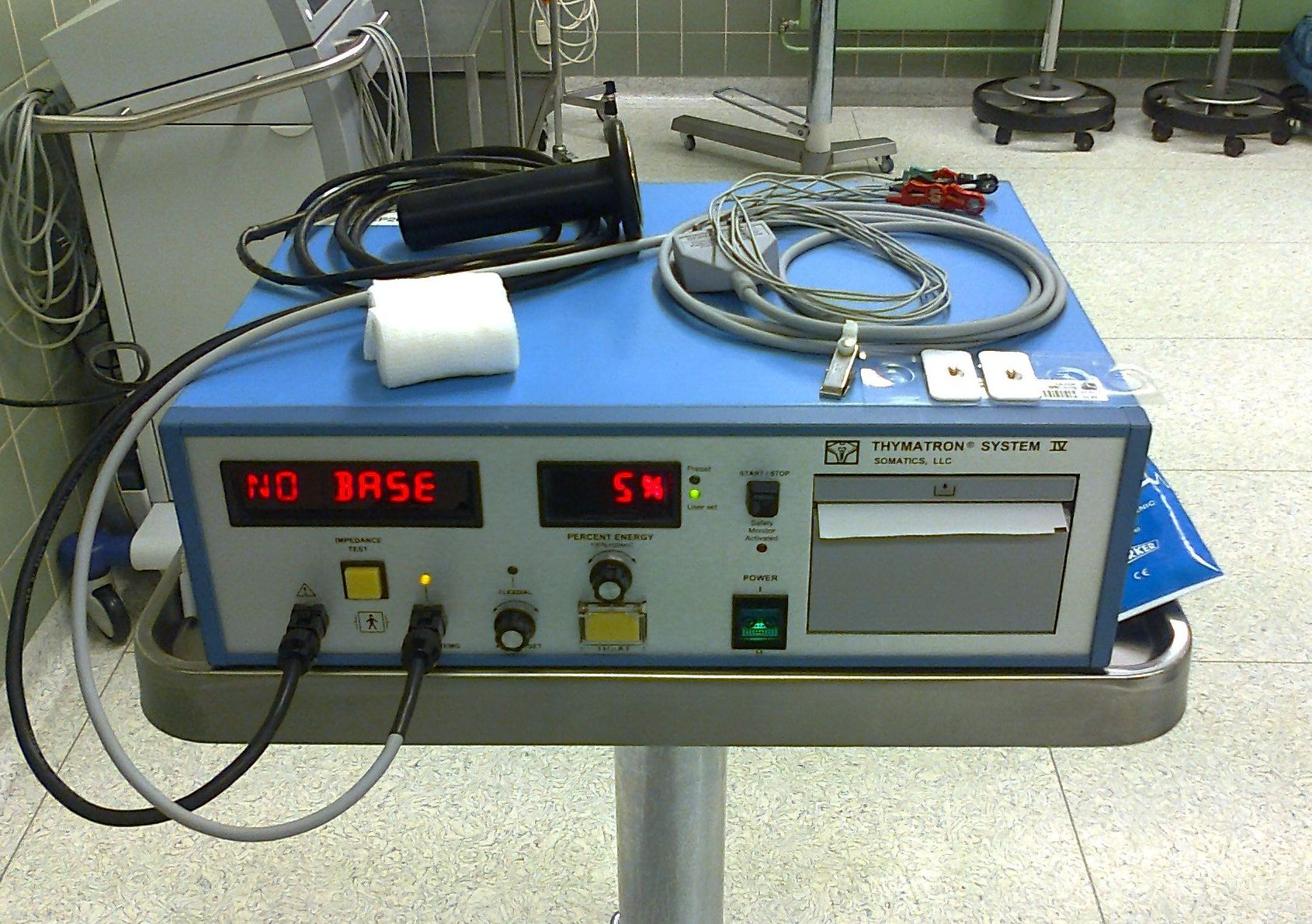
Współczesna aparatura do terapii elektrowstrząsowej - urządzenie Thymatron IV firmy Somatics.

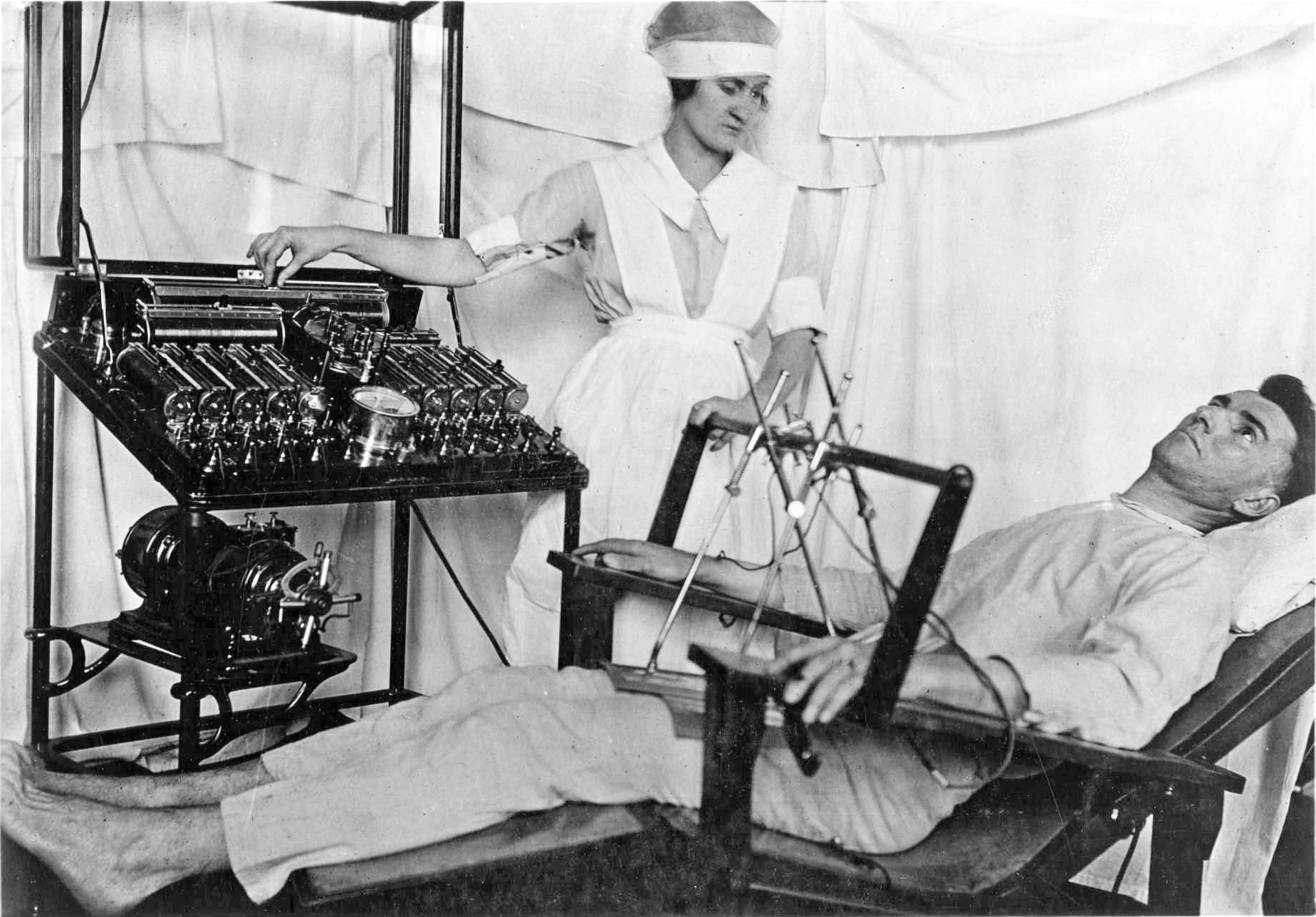
Sprzęt do elektrowstrząsów z czasów I wojny światowej

Terapia elektrowstrząsowa (zabiegi EW, ang. electroconvulsive therapy, ECT) – procedura lecznicza stosowana w przypadkach niektórych zaburzeń psychicznych m.in. w ciężkiej depresji, zwłaszcza lekoopornej, poważnych lekoopornych epizodach maniakalnych i epizodach psychotycznych, zwłaszcza z objawami katatonicznymi. Terapia ta polega na wywoływaniu, za pomocą prądu elektrycznego (o napięciu do 450 V i natężeniu do 0,9 A) przepuszczanego przez mózg pacjenta, napadu drgawkowego.  

## Mechanizm działania
Mechanizm leczniczego działania napadów drgawkowych indukowanych prądem elektrycznym nie został dotąd w pełni poznany. Uważa się, że dochodzi do:
- gwałtownego uwolnienia neuroprzekaźników w ośrodkowym układzie nerwowym
- wzmocnienia polaryzacji neurolemmy, zwiększenia aktywności receptorów i ich powinowactwa do przekaźników
- pobudzenia zaburzonej osi podwzgórze-przysadka
- zwiększenia przepuszczalności bariery krew-mózg

Obecnie elektrowstrząsy przeprowadza się w znieczuleniu ogólnym i po podaniu środka zwiotczającego mięśnie, dzięki czemu drgawki mięśniowe mają nieznaczne nasilenie, podczas gdy dawniej w dramatyczny sposób towarzyszyły one tej formie terapii i mogły powodować m.in. kompresyjne złamanie trzonów kręgów kręgosłupa.

## Wskazania
Zabiegi elektrowstrząsowe są stosowane w takich zaburzeniach, jak:
- ciężkie epizody depresji w przebiegu chorób afektywnych (np. z odmawianiem posiłków, wysokim ryzykiem popełnienia samobójstwa lub gdy leki są przeciwwskazane lub nieskuteczne),
- ciężka depresja u kobiet w ciąży, gdy leki przeciwdepresyjne są przeciwwskazane,
- epizody ciężkiej manii w przebiegu choroby afektywnej dwubiegunowej,
- ciężkie epizody schizofrenii lub zaburzeń schizoafektywnych (zwłaszcza w przypadkach lekooporności),
- ostra katatonia w przebiegu zaburzeń afektywnych lub schizofrenii,
- ciężkie zaburzenia psychotyczne u kobiet w ciąży, gdy leki przeciwpsychotyczne są przeciwwskazane.

Przed podjęciem leczenia elektrowstrząsowego należy dokładnie ocenić stan neurologiczny, wydolność krążeniowo-oddechową i czynność układu pokarmowego pacjenta. Wykonuje się badania obrazowe głowy (najczęściej tomografię komputerową), badanie EKG, morfologię krwi, jonogram i pomiar glikemii. W przypadku dodatniego wywiadu rodzinnego w kierunku przedłużonej reakcji na sukcynylocholinę wykonuje się oznaczenie aktywności osoczowej pseudocholinoesterazy. Wykonanie wymienionych badań pozwala ocenić ryzyko zabiegów EW w zestawieniu z potencjalnymi korzyściami dla pacjenta z ich przeprowadzenia.

## Działania niepożądane i ryzyko powikłań
Najczęstszym działaniem niepożądanym zabiegów EW są przemijające zaburzenia pamięci występujące u chorych. W niektórych przypadkach obserwuje się problemy z pamięcią utrzymujące się nawet do 6 miesięcy. Zaobserwowanie wyraźnego u danego pacjenta pogorszenia pamięci po zabiegach EW może stanowić przeciwwskazanie do ich stosowania. Bezpośrednio po zabiegu oraz wywołanym przez niego napadzie drgawek stosunkowo często (u 0,5–10% pacjentów) obserwuje się krótkotrwałe stany majaczeniowe (zwykle trwające 5–50 minut). Powikłania zagrażające życiu są niezmiernie rzadkie – według aktualnych badań, ryzyko ich wystąpienia jest niższe niż 1:50 000 (porównywalne do ryzyka związanego z zabiegami tzw. małej chirurgii). Ryzyko zgonu szacowane jest na 1:500 000 zabiegów. Tym niemniej, przy kwalifikacji pacjentów do EW w każdym przypadku należy rozważyć bilans owego ryzyka oraz potencjalnych korzyści. W przebiegu zabiegów EW może dojść do następujących, zagrażających życiu komplikacji:
- zawał mięśnia sercowego
- migotanie komór
- zatrzymanie akcji serca
- zapaść sercowo-naczyniowa
- stan padaczkowy

## Historia
Przed wprowadzeniem do lecznictwa zabiegów EW stosowano terapię „wstrząsami kardiazolowymi” wprowadzoną przez Ladislasa Medunę (dożylne podanie kilku mililitrów kardiazolu). Osoba leczona, po podaniu kardiazolu traciła przytomność i dostawała drgawek toniczno-klonicznych. Metoda kardiazolowa charakteryzowała się bardzo przykrą dla chorego „aurą” (stanem przeddrgawkowym), który nie podlegał amnezji. Terapia elektrowstrząsowa tej poważnej wady nie miała. Wywodzi się ze spostrzeżeń, że osoby doznające zaburzeń psychicznych, po napadzie padaczkowym nie prezentowały (lub prezentowały o zauważalnie mniejszym nasileniu) wcześniejszych zaburzeń myślenia bądź nastroju. Elektrowstrząsy wprowadzone zostały w 1938 roku przez włoskich lekarzy Ugo Cerlettiego i Lucio Biniego. Po okresie szerokiego stosowania zabiegów EW, wraz z wprowadzeniem do lecznictwa pod koniec lat 50. leków przeciwdepresyjnych i przeciwpsychotycznych, częstość wykonywania zabiegów elektrowstrząsowych została znacznie ograniczona. Od lat 80. obserwuje się niewielki wzrost popularności terapii EW w szpitalach psychiatrycznych.
Pionierem EW w Polsce był wileński lekarz Klemens Maleszewski. Już w 1861 użył prądu elektrycznego z ogniwa galwanicznego do leczenia katatonii, ale opis tego przypadku opublikowano dopiero w 1998 roku. Maleszewski w jednym ze swoich artykułów naukowych pisał, że „elektryczność […] wielkie robiła nadzieje lekarzom do leczenia obłąkań, lecz teraz zupełnie jest zaniedbana".

## Odbiór społeczny i kontrowersje medyczne
Pomimo unowocześnienia metod wykonywania zabiegów elektrowstrząsowych, a zwłaszcza przeprowadzania ich wyłącznie w znieczuleniu ogólnym, co znacznie ogranicza ryzyko powikłań, metoda ta wciąż ma zły odbiór społeczny i budzi kontrowersje wśród niektórych środowisk pacjentów. W środowiskach pacjentów m.in. w Stanach Zjednoczonych dochodzi do protestów przeciwko stosowaniu zabiegów EW. W środowiskach naukowych stosunkowo regularnie ewaluowana jest skuteczność i bezpieczeństwo zabiegów EW. W oparciu o liczne badania, zabiegi EW uznawane są przez medycynę tzw. głównego nurtu za metodę o wysokiej skuteczności, która jest wskazana w przypadkach niektórych ciężkich zaburzeń psychicznych, zwłaszcza gdy farmakoterapia okazuje się nieskuteczna. Źródłem kontrowersji dotyczących stosowania zabiegów EW w ocenie części specjalistów są wywoływane nimi zaburzenia pamięci i innych funkcji poznawczych. Większość źródeł podaje, że owe zaburzenia są przemijające i odwracalne, jednak pewna część badaczy opisuje przypadki długotrwałych, a nawet trwałych zaburzeń pamięci – obserwacje te pochodzą jednak z okresu, gdy stosowane były duże ładunki elektryczne podawane prądem sinusoidalnym, a zabiegi wykonywane były z wysoką częstotliwością.